# Mazda CX-5
O Mazda CX-5 é um Compacto crossover SUV. Foi lançado em 2012 nos Estados Unidos e no Canadá.

## Galeria
- Primeira geração (2013-17)
- Segunda geração (2017-presente)